# Kurils
Les illes Kurils són un arxipèlag format per una cinquantena d'illes volcàniques que forma una línia discontínua de 1.200 km a la mar d'Okhotsk.
El nom prové de kur, que en la llengua de l'ètnia ainu (pobladors autòctons de les illes) significa "home".
Estan sota la sobirania de Rússia (en rus Курильские острова, Kurílskie ostrovà), però les quatre illes més al sud les reivindica el Japó. En japonès l'arxipèlag es coneix com a Chishima rettō (千島列島), que significa "mil illes", o bé amb el nom de Kuriru rettō (クリル列島), "l'arxipèlag Kuril".
Els ainu constituïen la població autòctona de l'arxipèlag fins que en 1945-1947 l'estalinisme en deportà la majoria a Hokkaido juntament amb els japonesos. Actualment la població és russòfona.
La petita comunitat ainu del sud de Kamtxatka prové d'un petit grup d'ainus de les Kurils que optaren per establir-s'hi el 1877.

## Geografia
La superfície total de l'arxipèlag és de 15.600 km², amb unes 30 illes principals, que són, de nord a sud (se n'esmenta el nom rus i el japonès):
- Xumxú (Шумшу) - Shimushu (占守)
- Atlàssova (Атласова) o Alaid (Алаид) - Oyakoba o Araito (阿頼度)
- Paramuixir (Парамушир) - Paramushiru (幌筵)
- Antsíferova (Анциферова) - Shirinki (志林規)
- Makanruixi (Маканруши) - Makanru (磨勘留)
- Onekotan (Онекотан) - Onnekotan (温禰古丹)
- Kharimkotan (Харимкотан) - Harimukotan (春牟古丹)
- Ekarma (Экарма) - Ekaruma (越渇磨)
- Txirinkotan (Чиринкотан) - Chirinkotan (越渇磨)
- Xiaixkotan (Шиашкотан) - Shashukotan (捨子古丹)
- Raikoke (Райкоке) - Raykoke (雷公計)
- Màtua (Матуа) - Matsuwa (松輪)
- Ràsxua (Расшуа) - Rasuwa (羅処和)
- Uixixir (Ушишир) - Ushishiri (宇志知)
- Ketoi (Кетой) - Ketoe (計吐夷)
- Simuixir (Симушир) - Shimushiru (新知)
- Broutona (Броутона) - Buroton o Makanruru (武魯頓)
- Txirpoi (Чирпой) - Chirinhoi (知理保以)
- Urup (Уруп) - Uruppu (得撫)
- Iturup (Итуруп) - Etorofu (択捉)
- Kunaixir (Кунашир) - Kunashiri (国後)
- Xikotan (Шикотан) - Shikotan (色丹)
- illots de Khabomai (Хабомай) - Habomai (歯舞諸)

Hi ha més de 100 volcans, uns 35 dels quals actius. L'illa Atlàssova o Oyakoba forma un con volcànic molt admirat en la literatura japonesa. És zona de gran activitat sísmica.
En total hi viuen unes 30.000 persones d'ètnies eslaves (russos, ucraïnesos, belarussos…), coreanes i ainu principalment, i la principal ocupació és la pesca, molt abundant en un mar molt ric.

## Clima
Tenen un clima caracteritzat per la boira persistent a l'estiu i grans nevades a l'hivern. A l'estiu les temperatures mitjanes se situen entre els 16 i els 20 °C i a l'hivern estan per sota de zero.

## Discussió fronterera
El 1855 el tractat de Shimoda entre Rússia i el Japó partí l'arxipèlag entre els dos estats i deixà Sakhalín com a terra de ningú.
El 1875, amb el tractat de Sant Petersburg el Japó cedeix Sakhalín a Rússia i a canvi adquireix la sobirania sobre totes les illes Kurils. La nacionalitat dels residents d'aquests territoris s'estableix d'acord amb unes normes; concretament, per als autòctons ainus, s'estableix que en tres anys hauran de ser súbdits japonesos o russos si volen continuar vivint-hi i conservar béns i drets.
Després de la Segona Guerra Mundial la Unió Soviètica s'apropià de tot l'arxipèlag i el Japó encara reclama ara les illes de Kunashiri, Etorofu i Shikotan i els illots d'Habomai.